# Сфераш
Сфераш (рум. Sfăraș) — село у повіті Селаж в Румунії. Входить до складу комуни Алмашу.
Село розташоване на відстані 359 км на північний захід від Бухареста, 31 км на південь від Залеу, 40 км на захід від Клуж-Напоки.

## Населення
За даними перепису населення 2002 року у селі проживали 138 осіб.
Національний склад населення села:
| Національність | Кількість осіб | Відсоток |
| -------------- | -------------- | -------- |
| румуни         | 79             | 57,2%    |
| угорці         | 54             | 39,1%    |
| цигани         | 5              | 3,6%     |

Рідною мовою назвали:
| Мова      | Кількість осіб | Відсоток |
| --------- | -------------- | -------- |
| румунська | 85             | 61,6%    |
| угорська  | 53             | 38,4%    |